# Circuit intégré 4008

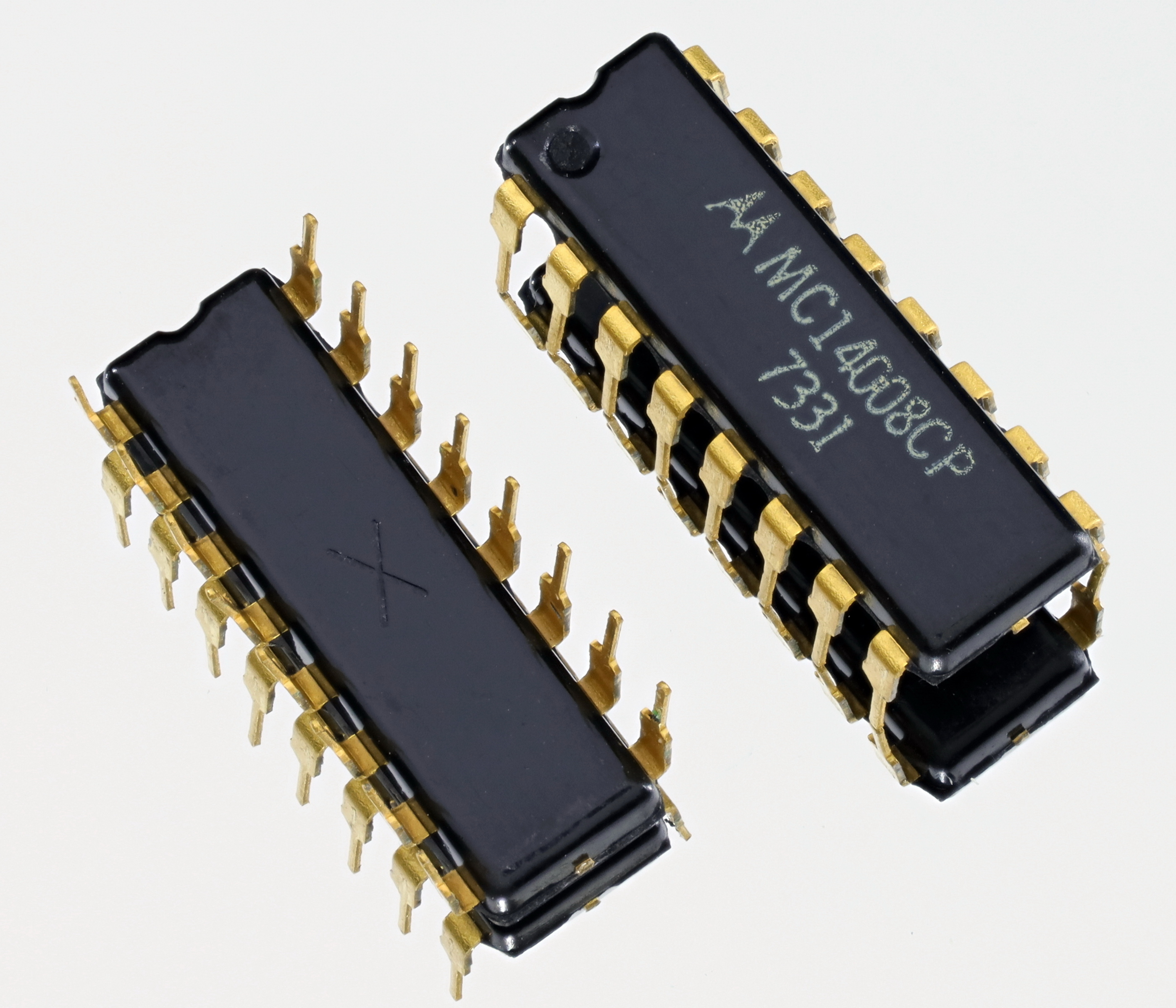
Circuit intégré 4008 (Motorola MC14008CP)

Le circuit intégré 4008 fait partie de la série des circuits intégrés 4000 utilisant la technologie CMOS.

Ce circuit est un additionneur numérique complet de 4 bits.

## Diagramme

Diagramme fonctionnel

Diagramme logique

## Brochage

Légende : Alimentation → Rouge
Entrée(s) → Vert Sortie(s) → Bleu